# Ventura Pons
Ventura Pons, all'anagrafe Bonaventura Pons i Sala (IPA: [bonəvenˈtuɾə ˈpɔns i səˈɫə]) (Barcellona, 25 luglio 1945 – Barcellona, 8 gennaio 2024), è stato un regista e produttore cinematografico spagnolo, considerato uno dei pionieri del cinema gay in Spagna..

## Biografia
Omosessuale dichiarato, Ventura Pons iniziò la propria carriera come regista teatrale, attività che esercitò per dieci anni realizzando una dozzina di rappresentazioni.
Nel 1977 girò il suo primo film Ocaña, retrat intermitent, un documentario prodotto da Josep Maria Forn e dedicato alla vita del pittore Jose Perez Ocana. La pellicola venne ufficialmente selezionata al Festival di Cannes del 1978 nella sezione Un Certain Regard.
Nel 1985 fondò la casa cinematografica Els Films de la Rambla, S.A., che produsse sedici delle diciotto pellicole pubblicate dal regista catalano.
Nel 1997 girò Caricías (Carezze), film tratto dalla piece di Sergi Belbel e strutturato in undici differenti episodi collegati tra loro da un unico filo conduttore: l'incomunicabilità e la solitudine.
Nel 2007 il suo film Barcellona, una mapa fu in concorso al Festival internazionale del film di Roma nel 2007. 
Nel 2011 diresse il film Año de Gracia, in cui recitarono noti attori come Rosa Maria Sardà, Santi Millán, Diana Gómez e Aleix Melé.
Morì a Barcellona l'8 gennaio 2024 all'età di 78 anni in seguito a un incidente domestico.

## Filmografia parziale

### Regista
- Ocaña, retrat intermitent (1977)
- Informe sobre el FAGC (1979)
- El vicari d'Olot (1980)
- La rossa del bar (1986)
- Puta misèria! (1989)
- Què t'hi jugues, Mari Pili? (1991)
- Aquesta nit o mai (1992)
- Rosita, Please! (1993)
- Il perché delle cose (El perquè de tot plegat) (1995)
- Actrius (1997)
- Carícies (1998)
- Amic / Amat (1999)
- Morir (o no) (2000)
- Anita no perd el tren (2001)
- Menja d'amor (2002)
- El Gran Gato (2003)
- Amor idiota (2004)
- Animali feriti (Animals ferits) (2005)
- La vida abismal (2006)
- Barcelona (un mapa) (2007)
- Forasters (2008)
- A la deriva (2009)
- Mil cretins (2010)
- Año de Gracia (2011)